# József Major
József Major (* 21. Januar 1979 in Cegléd) ist ein ehemaliger ungarischer Duathlet, Triathlet und Ironman-Sieger (2008).

## Werdegang
Als Jugendlicher startete József Major im Duathlon für das ungarische Nationalteam und seit 1998 geht er im Triathlon an den Start.

### Ungarischer Meister Triathlon-Langdistanz 2005–2008
József Major wurde von 2005 bis 2008 vier Mal in Folge ungarischer Meister auf der Triathlon-Langdistanz. 2006 gewann er in Italien den Elbaman Triathlon auf der Langdistanz.
2008 gewann er den Ironman Arizona (3,86 km Schwimmen, 180,2 km Radfahren und 42,195 km Laufen). Seit 2009 wird er von Sergio Borges trainiert. Von 2012 bis 2016 lebte József Major in den Vereinigten Staaten.
Im Juli 2016 wurde József Major Vizestaatsmeister auf der Langdistanz.
Im November wurde er mit persönlicher Ironman-Bestzeit Siebter beim Ironman Mexico.
2016 und erneut 2017 wurde er jeweils hinter Márton Flander Vizestaatsmeister auf der Triathlon-Langdistanz.
Im August 2019 wurde der damals 40-Jährige in Nagyatád zum sechsten Mal ungarischer Meister auf der Triathlon-Langdistanz.
Seit 2019 tritt József Major nicht mehr international in Erscheinung.

## Sportliche Erfolge
| Datum/Jahr    | Rang | Wettbewerb                | Austragungsort         | Zeit     | Bemerkung |
| ------------- | ---- | ------------------------- | ---------------------- | -------- | --------- |
| 13. Mai 2017  | 21   | Ironman 70.3 Santa Rosa   | Sonoma County          | 04:14:14 |           |
| 20. Sep. 2015 | 1    | Life Time Tempe Triathlon | Tempe                  | 02:00:05 |           |
| 8. Juli 2012  | 2    | Ironman 70.3 Rhode Island | Narragansett           |          | [ 2 ]     |
| 11. Sep. 2011 | 1    | SuperFrog Triathlon       | Coronado (Kalifornien) |          |           |

| Datum/Jahr    | Rang | Wettbewerb                                        | Austragungsort  | Zeit     | Bemerkung |
| ------------- | ---- | ------------------------------------------------- | --------------- | -------- | --- |
| 10. Aug. 2019 | 1    | HUN Long Distance Triathlon National Championship | Nagyatád        | 08:14:09 | |
| 3. Dez. 2017  | 2    | Ironman Mar del Plata                             | Mar del Plata   | 08:26:03 | |
| 30. Juli 2017 | 2    | HUN Long Distance Triathlon National Championship | Nagyatád        | 08:10:53 | Zweiter hinter Márton Flander |
| 11. Juni 2017 | 5    | Ironman Boulder                                   | Boulder         | 08:51:35 | |
| 27. Nov. 2016 | 7    | Ironman Mexico                                    | Cozumel         | 08:21:33 | persönliche Ironman-Bestzeit |
| 30. Juli 2016 | 2    | HUN Long Distance Triathlon National Championship | Nagyatád        | 08:29:34 | Zweiter hinter Márton Flander |
| 27. Sep. 2015 | 19   | Ironman Chattanooga                               | Chattanooga     | 08:49:24 | |
| 17. Mai 2014  | 23   | Ironman Texas                                     | The Woodlands   | 09:02:51 | |
| 17. März 2013 | 3    | Ironman Los Cabos                                 | Los Cabos       | 08:33:57 | Dritter bei der Erstaustragung |
| 11. Aug. 2012 | 3    | Ironman New York                                  | New York City   |          | |
| 19. Mai 2012  | 4    | Ironman Texas                                     | The Woodlands   | 08:27:19 | |
| 22. Apr. 2012 | 10   | Ko Samui Triathlon                                | Ko Samui        |          | Zehnter bei der Erstaustragung auf der Langdistanz (4 km Schwimmen, 122,65 km Radfahren und 30 km Laufen)                                             |
| 3. Juli 2011  | 6    | Ironman Austria                                   | Klagenfurt      | 08:28:15 | |
| 21. Mai 2011  | 5    | Ironman Texas                                     | The Woodlands   | 08:24:17 | |
| 28. Nov. 2010 | 8    | Ironman Mexico                                    | Cozumel         | 08:42:25 | |
| 21. Nov. 2010 | 5    | Ironman Arizona                                   | Tempe           | 08:26:15 | |
| 9. Okt. 2010  | 23   | Ironman Hawaii                                    | Hawaii          | 08:40:46 | |
| 1. Mai 2010   | 9    | Ironman St. George                                | St. George      | 09:16:04 | hinter dem österreichischen Sieger Michael Weiss |
| 14. März 2010 | 2    | Ironman China                                     | Haikou          | 08:52:29 | |
| 19. Apr. 2009 | 4    | Ironman China                                     | Haikou          | 09:38:52 | |
| 11. Okt. 2008 | 41   | Ironman Hawaii                                    | Hawaii          | 09:08:12 | |
| 17. Apr. 2008 | 1    | Ironman Arizona                                   | Tempe           | 08:34:19 | József Major konnte neben seiner Landsfrau Erika Csomor seinen ersten Ironman-Titel erringen – nur 17 Sekunden vor dem Zweitplatzierten TJ Tollakson. |
| 2008          | 1    | HUN Long Distance Triathlon National Championship | Ungarn          | 08:20:26 | |
| 13. Okt. 2007 | 23   | Ironman Hawaii                                    | Hawaii          | 08:51:44 | |
| 24. Juni 2007 | 3    | Ironman Switzerland                               | Zürich          | 08:40:03 | |
| 15. Apr. 2007 | 5    | Ironman Arizona                                   | Tempe           |          | |
| 2007          | 1    | HUN Long Distance Triathlon National Championship | Ungarn          |          | |
| 1. Okt. 2006  | 1    | Elbaman Triathlon                                 | Marina di Campo | 09:04:07 | |
| 2006          | 1    | HUN Long Distance Triathlon National Championship | Ungarn          |          | |
| Aug. 2005     | 1    | HUN Long Distance Triathlon National Championship | Ungarn          | 08:45:07 | |

(DNF – Did Not Finish)